# Copa UDEAC 1987
La Copa UDEAC 1987 fue la cuarta edición del torneo de fútbol a nivel de selecciones nacionales de África Central organizado por la UNIFFAC y que contó con la participación de seis países de la región.
Camerún venció en la final al anfitrión Chad para ganar el título regional por tercera ocasión y segunda de manera consecutiva.

## Fase de grupos

### Grupo A
| País                     | PTS | J | G | E | P | GF | GC |
| ------------------------ | --- | - | - | - | - | -- | -- |
| Chad                     | 3   | 2 | 1 | 1 | 0 | 3  | 2  |
| Gabón                    | 2   | 2 | 0 | 2 | 0 | 2  | 2  |
| República Centroafricana | 1   | 2 | 0 | 1 | 1 | 2  | 3  |

| 7-12-1987  | Chad                     | 2–1 | República Centroafricana |
| 9-12-1987  | República Centroafricana | 1–1 | Gabón                    |
| 11-12-1987 | Gabón                    | 1–1 | Chad                     |

### Grupo B
Congo abandonó el torneo.
| Equipo 1 | Agr. | Equipo 2          | Ida | Vuelta |
| -------- | ---- | ----------------- | --- | ------ |
| Camerún  | 1-0  | Guinea Ecuatorial | 1-0 | 0-0    |

## Fase Final
|  | Semifinales       | Semifinales |   |                   | Final          | Final |  |
|  |                   |             |   |                   |                |       |  |
|  |                   |             |   |                   |                |       |  |
|  | Yamena            |             |   |                   |                |       |  |
|  | Guinea Ecuatorial | 0           |   |                   |                |       |  |
|  | Chad              | 4           |   |                   |                |       |  |
|  |                   |             |   |                   |                |       |  |
|  |                   |             |   |                   | Yamena         |       |  |
|  |                   |             |   |                   | Chad           | 0     |  |
|  |                   | Camerún     | 1 |                   |                |       |  |
|  |                   |             |   |                   |                |       |  |
|  |                   |             |   |                   |                |       |  |
|  |                   |             |   |                   | Tercer lugar   |       |  |
|  | Yamena            | Yamena      |   | Yamena            | Yamena         |       |  |
|  | Camerún           | 1           |   | Guinea Ecuatorial | 0              |       |  |
|  | Gabón             | 0           |   |                   | Gabón (DP 3-4) | 0     |  |

## Campeón
| Copa UDEAC 1987    |
| ------------------ |
| Bandera de Camerún |
| Camerún 3º Título  |